# Guardati intorno
Guardati intorno (in inglese Look Around) è una funzione presente nell’applicazione di Apple Mappe che consente di visualizzare a 360° delle strade, permettendole di visitarle come se si fosse in quel posto. Presentata alla Worldwide Developers Conference (WWDC) del giugno 2019, è arrivato su iPhone con iOS 13 nel 2019 e su Mac con macOS Big Sur nel 2020.

## Storia

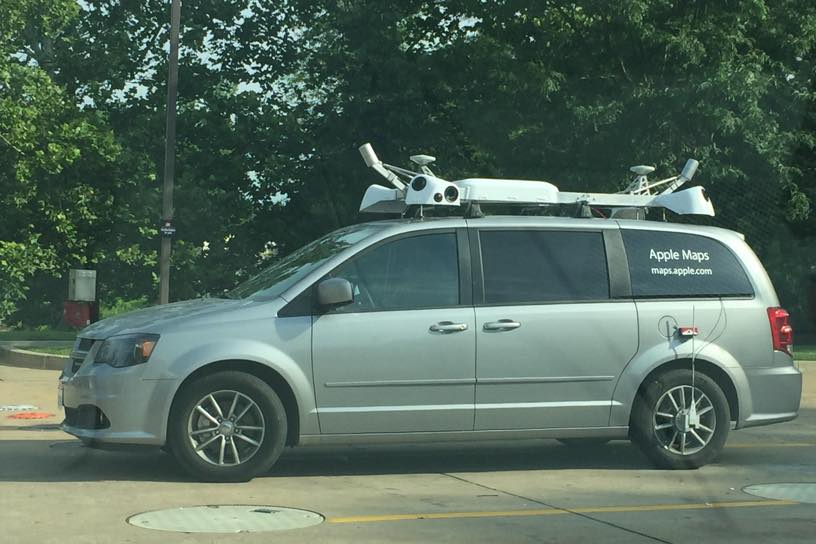
Un’auto di Apple Mappe a St. Charles, nel Missouri (giugno 2015)

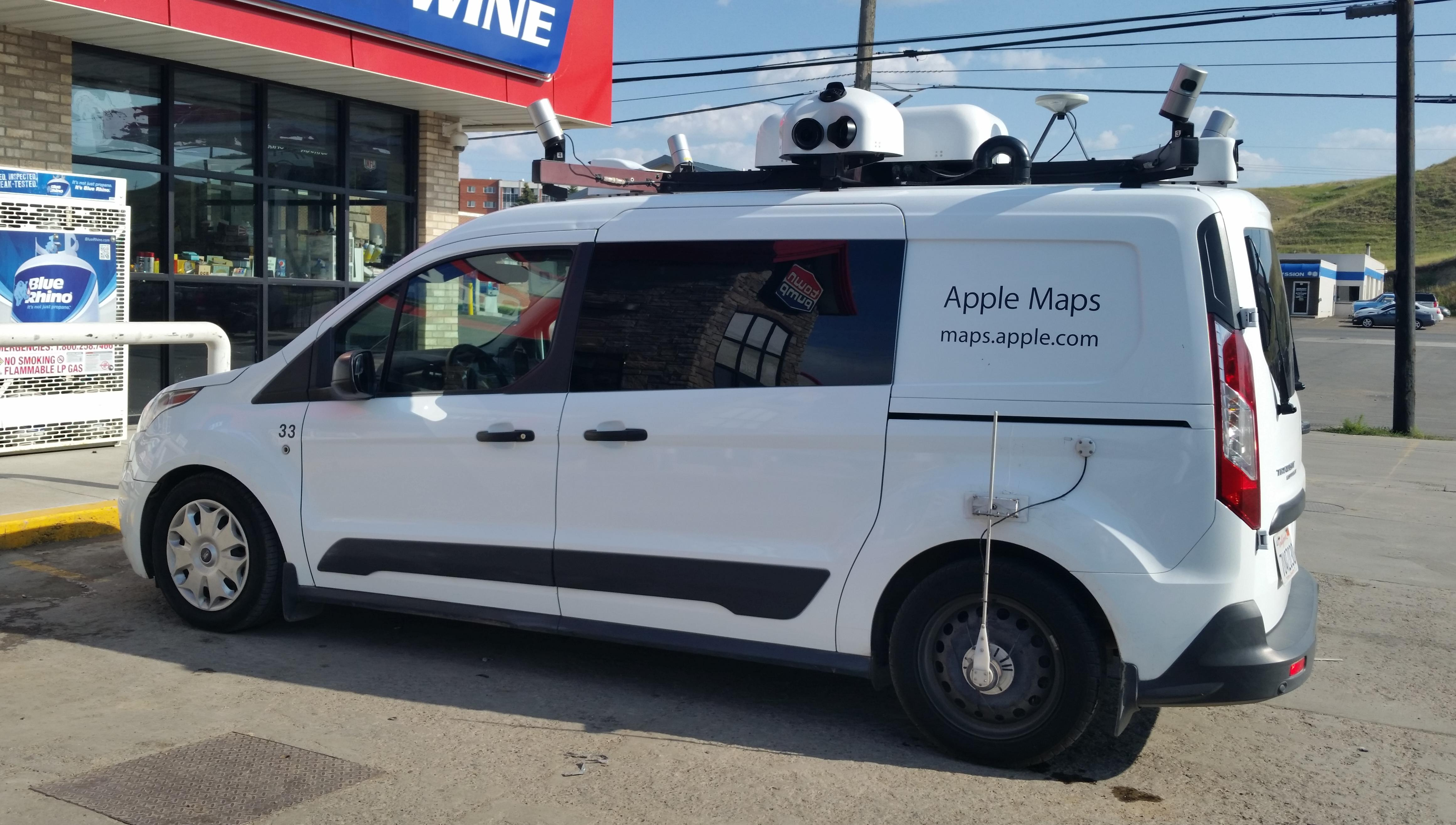
Un camion di Apple Mappe ad Havre, nel Montana (luglio 2018)

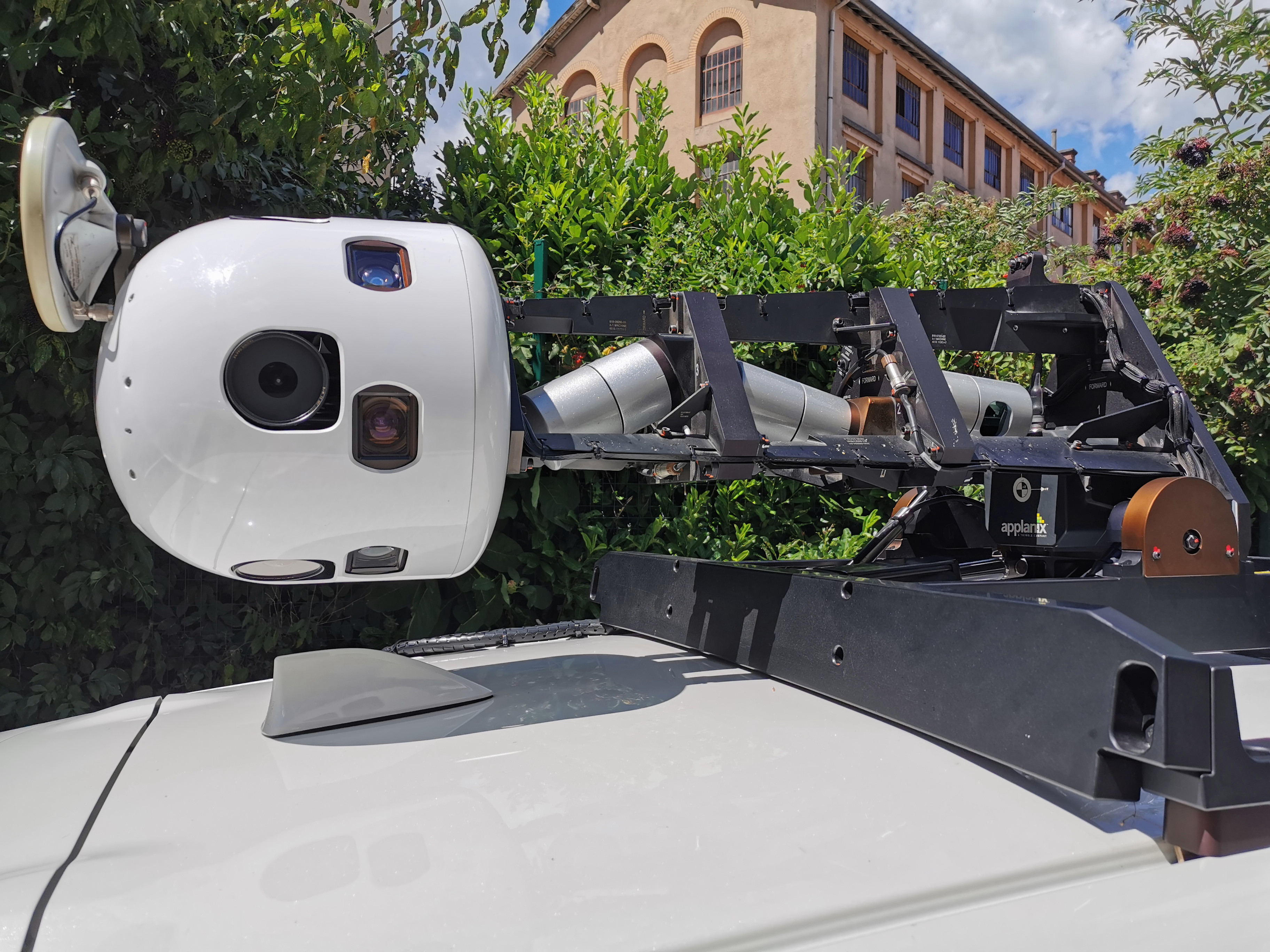
Un’auto di Apple Mappe a Grenoble (giugno 2020)

All'inizio del 2015, veicoli dotati di dodici telecamere e sensori LIDAR sono stato avvistati in numerose località degli Stati Uniti; nel giugno dello stesso anno, Apple ha dichiarato che erano di sua proprietà e stavamo raccogliendo dati per migliorare l’app Mappe (la conferma dell’arrivo di una funzione simile a Google Street View è arrivata però solo nel 2018).
La funzionalità è stata resa pubblica al lancio di iOS 13 nel 2019, con immagini provenienti da alcune città statunitensi e l’area della Baia di San Francisco.
Durante la WWDC del 22 giugno 2020, la Apple ha annunciato che sarebbero state pubblicate immagini di guardati intorno di Canada, Irlanda e Regno Unito entro la fine dell'anno.
Il 4 agosto 2020, a seguito della pubblicazione di immagini provenienti da Kyoto, Tokyo, Osaka e Nagoya, il Giappone è diventato il primo paese con Guardati Intorno al di fuori degli Stati Uniti.

## Copertura
Per ora la funzionalità offre copertura solo in alcune aree degli Stati Uniti, della Germania, del Giappone, dell'Irlanda e del Regno Unito, mentre offrono una copertura praticamente completa in Canada, in Italia, a San Marino, in Andorra, in Spagna, a Singapore, in Portogallo, in Australia e in Tasmania (mentre offre soltanto mappe ridisegnate in Cina). Comunque le auto di Apple hanno già attraversato o attraverseranno ancora l'Austria, il Belgio, la Croazia, la Danimarca, la Repubblica Ceca, la Finlandia, la Francia, la Grecia, Hong Kong, l'Ungheria, Israele, il Liechtenstein, Lussemburgo, il Giappone, Monaco, i Paesi Bassi, la Nuova Zelanda, la Norvegia, la Polonia, la Slovenia, la Svezia, la Svizzera e Taiwan.
Apple ha inoltre affermato che rivisiterà periodicamente le località per raccogliere dati aggiuntivi al fine di mantenere una mappa sempre aggiornata.